# Muren (novellsamling)
Muren, franska Le mur, är novellsamling av Jean-Paul Sartre, utkommen 1939, första svenska upplaga 1946. Den består av fem noveller, Muren, Rummet, Herostratos, Intimitet och En ledares barndom.